# Patáz (provincie)
Patáz is een provincie in de regio La Libertad in Peru. De provincie heeft een oppervlakte van 4.227 km² en telt 88.038 inwoners (2015). De hoofdplaats van de provincie is het district Tayabamba.

## Bestuurlijke indeling
De provincie Pataz is verdeeld in dertien districten, UBIGEO tussen haakjes:
- (130802) Buldibuyo
- (130803) Chillia
- (130804) Huancaspata
- (130805) Huaylillas
- (130806) Huayo
- (130807) Ongón
- (130808) Parcoy
- (130809) Patáz
- (130810) Pías
- (130811) Santiago de Challas
- (130812) Taurija
- (130801) Tayabamba, hoofdplaats van de provincie
- (130813) Urpay

Ascope · Bolívar · Chepén · Gran Chimú · Julcán · Otuzco · Pacasmayo · Patáz · Sánchez Carrión · Santiago de Chuco · Trujillo · Virú